# Slipknots diskografi
Iowa-bandet Slipknots diskografi består för närvarande av sex studioalbum, ett livealbum, femton singlar, tre videoalbum och två demos.
Slipknot bildades i september 1995 av basisten Paul Gray och trummisen Shawn Crahan, samt sångaren Anders Colsefni och gitarristen Donnie Steele, under namnet The Pale Ones. Crahan flyttade över till slagverk efter att Joey Jordison anlänt till bandet och Josh Brainard kom in som kompgitarrist vid samma tidpunkt. Bandet spelade sitt första liveframträdande den 4 december 1995, då under namnet Meld, innan Jordison föreslog namnet "Slipknot", som även var titeln på en låt som de jobbade på. Bandet började att spela in låtar tidigt 1996, då Steele lämnade bandet på grund av sin nyfunna kristna tro. Han ersattes av Craig Jones, som flyttades till sampling efter att nuvarande gitarristen Mick Thomson gick med i bandet. Slipknots debutdemo, Mate. Feed. Kill. Repeat, släpptes den 31 oktober 1996.

## Album

### Studioalbum
| År                                                | Albumdetaljer                                                                                       | Listplaceringar | Listplaceringar | Listplaceringar | Listplaceringar | Listplaceringar | Listplaceringar | Listplaceringar | Listplaceringar | Listplaceringar | Listplaceringar | Certifieringar                                                                                      |
| År                                                | Albumdetaljer                                                                                       | USA             | AUS             | BEL             | FIN             | FRA             | TYS             | NED             | NZ              | SVE             | UK              | Certifieringar                                                                                      |
| ------------------------------------------------- | --------------------------------------------------------------------------------------------------- | --------------- | --------------- | --------------- | --------------- | --------------- | --------------- | --------------- | --------------- | --------------- | --------------- | --------------------------------------------------------------------------------------------------- |
| 1999                                              | Slipknot - Utgivet: 29 juni 1999 - Skivbolag: Roadrunner - Format: CD, LP, DI                       | 51              | 32              | —               | 30              | 175             | 57              | 42              | 49              | 53              | 37              | - USA: 2× Platina - AUS: Platina - KAN: Platina - NED: Guld - UK: Platina                           |
| 2001                                              | Iowa - Utgivet: 28 augusti 2001 - Skivbolag: Roadrunner - Format: CD, LP, DI                        | 3               | 2               | 4               | 3               | 7               | 4               | 15              | 5               | 10              | 1               | - USA: Platinum - AUS: Guld - KAN: Platina - TYS: Guld - UK: Guld                                   |
| 2004                                              | Vol. 3: (The Subliminal Verses) - Utgivet: 25 maj 2004 - Skivbolag: Roadrunner - Format: CD, LP, DI | 2               | 2               | 6               | 2               | 6               | 2               | 14              | 3               | 2               | 5               | - USA: Platina - AUS: Platina - CAN: Platina - GER: Guld - JPN: Guld - NZ: Guld - UK: Guld          |
| 2008                                              | All Hope Is Gone - Utgivet: 26 augusti 2008 - Skivbolag: Roadrunner - Format: CD, LP, DI            | 1               | 1               | 2               | 1               | 2               | 2               | 6               | 1               | 1               | 2               | - USA: Platina - AUS: Guld - ÖST: Guld - KAN: Platina - TYS: Guld - JPN: Guld - NZ: Guld - UK: Guld |
| "—" betecknar en release som inte listplacerades. | |                 |                 |                 |                 |                 |                 |                 |                 |                 |                 | |

### Samlingsalbum
| År   | Albumdetaljer                                                                     | Listplaceringar | Listplaceringar | Listplaceringar | Listplaceringar | Listplaceringar | Listplaceringar | Listplaceringar | Listplaceringar | Listplaceringar | Listplaceringar |
| År   | Albumdetaljer                                                                     | USA             | AUS             | ÖST             | BEL             | FRA             | TYS             | NED             | SVE             | SCH             | UK              |
| ---- | --------------------------------------------------------------------------------- | --------------- | --------------- | --------------- | --------------- | --------------- | --------------- | --------------- | --------------- | --------------- | --------------- |
| 2012 | Antennas to Hell - Utgivet: 23 juli 2012 - Skivbolag: Roadrunner - Format: CD, DI | 18              | 16              | 10              | 57              | 86              | 10              | 79              | 13              | 23              | 22              |

### Livealbum
| År   | Albumdetaljer                                                                 | Listplaceringar | Listplaceringar | Listplaceringar | Listplaceringar | Listplaceringar | Listplaceringar | Listplaceringar | Listplaceringar | Listplaceringar | Listplaceringar | Certifieringar |
| År   | Albumdetaljer                                                                 | USA             | AUS             | ÖST             | BEL             | FRA             | TYS             | NED             | SVE             | SCH             | UK              | Certifieringar |
| ---- | ----------------------------------------------------------------------------- | --------------- | --------------- | --------------- | --------------- | --------------- | --------------- | --------------- | --------------- | --------------- | --------------- | -------------- |
| 2005 | 9.0: Live - Utgivet: 30 oktober 2005 - Skivbolag: Roadrunner - Format: CD, DI | 17              | 26              | 18              | 53              | 41              | 24              | 71              | 40              | 43              | 53              | - US: Guld     |

### Videoalbum
| År                                                | Albumdetaljer                                                                                     | Listplaceringar | Listplaceringar | Listplaceringar | Listplaceringar | Certifieringar                                                          |
| År                                                | Albumdetaljer                                                                                     | USA             | FIN             | TYS             | NZ              | Certifieringar                                                          |
| ------------------------------------------------- | ------------------------------------------------------------------------------------------------- | --------------- | --------------- | --------------- | --------------- | ----------------------------------------------------------------------- |
| 1999                                              | Welcome to Our Neighborhood - Utgivet: 9 november 1999 - Skivbolag: Roadrunner - Format: VHS, DVD | 1               | —               | —               | —               | - USA: Platina - KAN: Guld                                              |
| 2002                                              | Disasterpieces - Utgivet: 25 november 2002 - Skivbolag: Roadrunner - Format: DVD                  | 3               | 1               | —               | —               | - USA: 4× Platina - AUS: Guld - KAN: 3× Platina - TYS: Guld - NED: Guld |
| 2006                                              | Voliminal: Inside the Nine - Utgivet: 5 december 2006 - Skivbolag: Roadrunner - Format: DVD       | 5               | —               | 84              | —               | - USA: Platina - AUS: Platina - KAN: 2× Platina                         |
| 2010                                              | (sic)nesses - Utgivet: 28 september 2010 - Skivbolag: Roadrunner - Format: DVD                    | 1               | 1               | 58              | 3               | - USA: Platina                                                          |
| "—" betecknar en release som inte listplacerades. |                                                                                                   |                 |                 |                 |                 |                                                                         |

### Tidiga utgivningar
| År   | Albumdetaljer                                                                          |
| ---- | -------------------------------------------------------------------------------------- |
| 1996 | Mate. Feed. Kill. Repeat. - Utgivet: 31 oktober 1996 - Skivbolag: -ismist - Format: CD |
| 1998 | Slipknot demo - Utgivet: 1998 - Skivbolag: -ismist - Format: CD                        |

## Singlar
| År                                                | Låt                  | Topplacering | Topplacering | Topplacering | Topplacering | Topplacering | Topplacering | Topplacering | Topplacering | Topplacering | Topplacering | Album                           |
| År                                                | Låt                  | USA          | USA Alt.     | USA Main.    | AUS          | FRA          | TYS          | IRL          | NED          | SVE          | UK           | Album                           |
| ------------------------------------------------- | -------------------- | ------------ | ------------ | ------------ | ------------ | ------------ | ------------ | ------------ | ------------ | ------------ | ------------ | ------------------------------- |
| 1999                                              | "Wait and Bleed"     | —            | —            | 34           | 46           | —            | —            | —            | 52           | —            | 27           | Slipknot                        |
| 1999                                              | "Spit It Out"        | —            | —            | —            | 97           | —            | —            | —            | —            | —            | 28           | Slipknot                        |
| 1999                                              | "Surfacing"          | —            | —            | —            | —            | —            | —            | —            | —            | —            | —            | Slipknot                        |
| 2001                                              | "The Heretic Anthem" | —            | —            | —            | —            | —            | —            | —            | —            | —            | —            | Iowa                            |
| 2001                                              | "Left Behind"        | —            | —            | 30           | 97           | —            | —            | 42           | —            | —            | 24           | Iowa                            |
| 2001                                              | "My Plague"          | —            | —            | —            | —            | —            | —            | 46           | —            | —            | 43           | Iowa                            |
| 2004                                              | "Duality"[A]         | 106          | 6            | 5            | —            | 74           | 28           | 43           | 63           | 35           | 15           | Vol. 3: (The Subliminal Verses) |
| 2004                                              | "Vermilion"          | —            | 17           | 14           | —            | —            | 74           | —            | —            | —            | 31           | Vol. 3: (The Subliminal Verses) |
| 2005                                              | "Before I Forget"    | —            | 32           | 11           | —            | —            | —            | —            | —            | —            | 35           | Vol. 3: (The Subliminal Verses) |
| 2005                                              | "The Nameless"       | —            | —            | 25           | —            | —            | —            | —            | —            | —            | —            | Vol. 3: (The Subliminal Verses) |
| 2008                                              | "All Hope Is Gone"   | —            | —            | —            | —            | —            | —            | —            | —            | 42           | 98           | All Hope Is Gone                |
| 2008                                              | "Psychosocial"[B]    | 102          | 20           | 7            | 84           | 100          | 31           | —            | —            | 28           | 67           | All Hope Is Gone                |
| 2008                                              | "Dead Memories"      | —            | 19           | 3            | —            | —            | —            | —            | —            | —            | —            | All Hope Is Gone                |
| 2009                                              | "Sulfur"             | —            | —            | 18           | —            | —            | —            | —            | —            | —            | —            | All Hope Is Gone                |
| 2009                                              | "Snuff"[C]           | 110          | 12           | 2            | —            | —            | —            | —            | —            | —            | —            | All Hope Is Gone                |
| "—" betecknar en release som inte listplacerades. |                      |              |              |              |              |              |              |              |              |              |              |                                 |

## Musikvideor
| År   | Låt                           | Regissör(er)                      |
| ---- | ----------------------------- | --------------------------------- |
| 1999 | "Spit It Out"                 | Thomas Mignone                    |
| 1999 | "Wait and Bleed (live)"       | Thomas Mignone                    |
| 1999 | "Wait and Bleed (Claymation)" | Atticus                           |
| 2001 | "Left Behind"                 | Dave Meyers                       |
| 2002 | "My Plague (New Abuse Mix)"   | Matthew Amos & Simon Hilton       |
| 2004 | "Duality"                     | Tony Petrossian och Marc Klasfeld |
| 2004 | "Vermilion"                   | Tony Petrossian och Shawn Crahan  |
| 2004 | "Vermilion Pt. 2"             | Tony Petrossian                   |
| 2005 | "Before I Forget"             | Tony Petrossian                   |
| 2005 | "The Nameless (live)"         | Shawn Crahan                      |
| 2006 | "The Blister Exists (live)"   | Shawn Crahan                      |
| 2008 | "Psychosocial"                | P. R. Brown                       |
| 2008 | "Dead Memories"               | P. R. Brown & Shawn Crahan        |
| 2009 | "Sulfur"                      | P. R. Brown & Shawn Crahan        |
| 2009 | "Snuff"                       | P. R. Brown & Shawn Crahan        |

## Andra medverkanden
| År   | Låt                                | Titel                          |
| ---- | ---------------------------------- | ------------------------------ |
| 2000 | "Wait and Bleed"                   | Scream 3                       |
| 2002 | "I Am Hated"                       | Rollerball                     |
| 2002 | "My Plague (New Abuse Mix)"        | Resident Evil                  |
| 2003 | "Snap"                             | Freddy vs. Jason               |
| 2004 | "Vermilion"                        | Resident Evil: Apocalypse      |
| 2006 | "Vermilion Pt. 2 (Bloodstone Mix)" | Underworld: Evolution          |
| 2007 | "Before I Forget"                  | MotorStorm                     |
| 2007 | "Before I Forget"                  | Guitar Hero 3: Legends of Rock |
| 2008 | "Psychosocial"                     | Punisher: War Zone             |
| 2009 | "Duality"                          | Rock Band                      |
| 2009 | "Psychosocial"                     | Rock Band                      |
| 2009 | "Sulfur"                           | Rock Band                      |
| 2009 | "Duality"                          | Madden NFL 10                  |
| 2010 | "Before I Forget"                  | Rock Band 3                    |
| 2010 | "Pulse of the Maggots"             | Rock Band 3                    |
| 2010 | "Wait and Bleed"                   | Rock Band 3                    |
| 2010 | "Left Behind"                      | Rock Band 3                    |
| 2010 | "Psychosocial"                     | Guitar Hero: Warriors of Rock  |
| 2010 | "Iowa"                             | Skyline trailer                |

## Anteckningar
| - A ^ "Duality" tog sig inte in på Billboard Hot 100, men nådde plats 6 på Bubbling Under Hot 100 Singles-listan, vilket fungerar som en 25 låtars förlängning av Hot 100. - B ^ "Psychosocial" tog sig inte in på Billboard Hot 100, men nådde plats 2 på Bubbling Under Hot 100 Singles-listan, vilket fungerar som en 25 låtars förlängning av Hot 100. - C ^ "Snuff" tog sig inte in på Billboard Hot 100, men nådde plats 10 på Bubbling Under Hot 100 Singles-listan, vilket fungerar som en 25 låtars förlängning av Hot 100. |